# Arlenis Sierra
Arlenis Sierra Cañadilla (ur. 7 grudnia 1992 w Manzanillo) – kubańska kolarka torowa i szosowa, brązowa medalistka torowych mistrzostw świata.

## Kariera
Pierwszy sukces w karierze osiągnęła w 2009 roku, kiedy na kolarskich mistrzostwach panamerykańskich juniorów w Aguascalientes zdobyła srebrny medal w indywidualnej jeździe na czas. W 2011 roku zwyciężyła w wyścigu ze startu wspólnego na igrzyskach panamerykańskich w Guadalajarze. W kolejnych latach wielokrotnie zdobywała medale kolarskich mistrzostw panamerykańskich, w tym złote w wyścigu ze startu wspólnego w latach 2013, 2014 i 2018 oraz w drużynowym wyścigu na dochodzenie w 2013 roku i scratchu rok później. W 2016 roku zdobyła też brązowy medal w wyścigu punktowym podczas mistrzostw świata w Londynie. W zawodach tych wyprzedziły ją jedynie Polka Katarzyna Pawłowska i Jasmin Glaesser z Kanady.